# Hiperion (mitologija)
Hiperion (grč. Ὑπερίων, Hyperíôn) u grčkoj mitologiji bog je Sunca u Homerovoj Ilijadi i Odiseji - Helos Hyperion. Hiperion je jedan od Titana, Gejin i Uranov sin. Sa svojom je sestrom Tejom Helijev (Sunce), Selenin (Mjesec) i Ejin (Zora) otac.

## Etimologija
Hiperionovo ime izvedeno je od grčke riječi ‘υπερ, hyper = "iznad" (srodno s lat. super, njem. über, engl. upper, skr. upari i sl.).

## Mitologija
Sunce je prema Homeru, homerskim himnama i Heziodu nazvan Hyperionides, odnosno Hiperionovim sinom. Heziod navodi da je Helijev, Selenin i Ejin otac:

Teja popusti Hiperionovoj ljubavi i rodi

velikog Heliosa, i svijetlu Selenu i Eos,

koji nose svjetlo svim pozemljarima

i besmrtnim bogovima, vladarima širokog neba.

U ranijim se grčkim zapisima razlikovao od Helija, ali nije igrao nikakvu značajniju ulogu u grčkoj kulturi ili mitologiji, osim što ga se popisivalo pod dvanaest Titana.
Poslije su Grci intelektualno promišljali o svojim mitovima, primjerice, Diodor Sicilski navodi da je Hiperion prvi razumio kretanje Sunca, Mjeseca i ostalih zvijezda te godišnjih doba, stoga ga se i naziva ocem tih nebeskih tijela.

## Vanjske poveznice
- Hiperion u klasičnoj literaturi i umjetnosti (engl.)